# Moutier-Malcard
Moutier-Malcard è un comune francese di 551 abitanti situato nel dipartimento della Creuse nella regione della Nuova Aquitania.

## Società

### Evoluzione demografica
Abitanti censiti